# Allgemein bildende Pflichtschule
Allgemein bildende Pflichtschule nennt man im Bildungssystem in Österreich die Schulsparte aller Schulen, die zur Absolvierung der Unterrichtspflicht mindestens notwendig sind.
Im Unterschied zu den allgemeinbildenden ist die berufsbildende Pflichtschule (Berufsschule) nicht für die Erfüllung der Unterrichtspflicht, sondern der Schulbesuchspflicht im Lehrberuf im Rahmen der dualen Ausbildung Beruf/Schulung verpflichtend.

## Schularten der allgemein bildenden Pflichtschulen
- Volksschule (VS, Grundschule; 1.–4. Schulstufe, Normalalter 6.–9. Lebensjahr, ISCED 1; Sonderformen auch mit Grundschule und Oberstufe 1.–8. Schulstufe)
- Hauptschule (HS, 5.–8. Schulstufe, 10.–14. Lebensjahr, ISCED 2)
- Neue Mittelschule (NMS, Modellversuche der Ersatzform für die HS mit AHS-Lehrplan, 5.–8. Schulstufe, 10.–14. Lebensjahr, ISCED 2)
- Polytechnische Schule (PS/PTS, 9. Schulstufe, 14.–15. Lebensjahr, ISCED 3C)
- Sonderschule (SS, 1.–9. Schulstufe, 6.–15. Lebensjahr, ISCED 1–3)

Diese Klasse der Schularten und -formen stellt die öffentlich-rechtlichen oder privaten Schulen für den minimalen Bildungsweg zur Erfüllung der Unterrichtspflicht dar.
Daneben ist auch möglich:
- Eintritt in eine Unterstufe der allgemein bildenden höheren Schule (AHS)
- Besuch einer Statutschule, also einer Schule mit eigenständigem Lehrplan (öffentlich-rechtlich oder privat)
- Integration von Schülerinnen und Schülern mit sonderpädagogischem Förderbedarf in einer Pflichtschule oder AHS-Unterstufe

Ein Modellversuch der jüngeren Jahre ist die Kooperative Mittelschule (KMS), kein Schultyp, sondern eine Schulform einer HS und/oder AHS-Unterstufe.

## Pflichtschulen und Unterrichtspflicht
Unterrichtspflicht besteht für jedes Kind, das sich dauerhaft, also länger als ein Semester (eine Beurteilungsperiode), in Österreich aufhält, unabhängig von der Staatsbürgerschaft: In Österreich besteht keine Schulpflicht; Kinder können auch im häuslichen Unterricht oder privat einzeln oder in organisierten Gruppen unterrichtet werden. Diese Unterrichtsarten müssen aber den gesetzlichen Vorgaben der Bildungsziele der Pflichtschulen entsprechen. Österreichische Kinder, die sich im Ausland aufhalten, unterliegen ebenfalls der Unterrichtspflicht. Dieser kann durch Besuch einer österreichischen Auslandsschule (Schule mit österreichischem Lehrplan) oder durch den Besuch einer ausländischen Schule sowie ebenfalls in Haus-/Privatunterricht erfolgen.
Unterrichtspflicht besteht im Regelfall vom 6. bis zum 15. Lebensjahr. Der Besuch der Pflichtschulen muss in dieser Zeit erfolgen. Wird im Einschulalter eine mangelnde Schulreife festgestellt (seitens der Schulbehörden), ist der Besuch einer Vorschule (oder Vorschulstufe gemeinsam mit den anderen Schulstufen, wenn es keine eigene Vorschule gibt; Grundstufe I) verpflichtend (vorschulpflichtig).
Das Vorschuljahr wird für die Erfüllung der gesetzlichen Schulpflicht angerechnet, wenn das 9. Schuljahr in der Pflichtschule oder AHS erfolgreich abgeschlossen wird.
Tritt ein Kind vor dem 6. Lebensjahr (Vollendung per 1. März des kommenden Kalenderjahres) in die Pflichtschule ein, spricht man von vorzeitige Aufnahme. Der vorzeitige Schulbesuch wird in die Dauer der allgemeinen Schulpflicht eingerechnet. Stellt sich während des ersten Schuljahres doch mangelnde Schulreife heraus, kann das Kind (seitens des Schulleiters oder der Eltern) abgemeldet oder das Jahr als Vorschule angerechnet werden. Zu beiden Fällen gibt es diverse Schulversuche an den Pflichtschulen.
Die Wahl in der Mittelstufe ab dem 10. Lebensjahr/4. Schulstufe zwischen Pflichtschule und AHS-Unterstufe (weiterführender Bildungsweg) treffen ausschließlich die Erziehungsberechtigten, sofern keine anderweitigen Notwendigkeiten vorliegen. Im 1. Semester der 4. Schulstufe erfolgt aber eine nachweisliche Empfehlung seitens der Schule.
Ab dem auf die Vollendung des 15. Lebensjahres folgenden Tag vor Beginn der Sommerferien besteht keinerlei Unterrichtspflicht mehr.

## Übersicht: Pflichtschulen und Schulalter
| Level   | Lebensjahr | Schuljahr | Pflichtschule                                                              | Alternativen                                                                    |
| ------- | ---------- | --------- | -------------------------------------------------------------------------- | ------------------------------------------------------------------------------- |
| ISCED 1 | 06.–10.    | 1.–4.     | Volksschule, Sonderschule                                                  | Statutsschule, Haus-/Privatunterricht                                           |
| ISCED 2 | 11.–14.    | 5.–8.     | Hauptschule, Volksschule, Sonderschule                                     | Allgemeinbildende höhere Schule, Statutsschule, Haus-/Privatunterricht          |
| ISCED 2 | 15.        | 9.        | Polytechnische Schule, Weiterbesuch einer Volks-, Haupt- oder Sonderschule | Besuch/Weiterbesuch einer mittleren bzw. höheren Schule, Haus-/Privatunterricht |

## Der Pflichtschulabschluss im europäischen Vergleich
Ein Pflichtschulabschluss ohne weiteren Bildungsabschluss gilt bildungsstatistisch gesehen als geringe Qualifikation, also als Drop-out-Rate aus dem Bildungssystem – nicht erfasst werden so aber innerberufliche Weiterbildung (On-the-Job-Bildung) oder eigenständig im Berufsbild qualifizierte Selbstständige.
| Land             | ISCED 1–3 ohne Zuordnung      | ISCED 3B, 3C lang, 4 | ISCED 3A                  | ISCED 5B                    | ISCED 5A, 6            |
| ---------------- | ----------------------------- | -------------------- | ------------------------- | --------------------------- | ---------------------- |
|                  | (formal gering Qualifizierte) | (Berufs- abschluss)  | (allgemein- bildender A.) | (Berufs- qualifikation) (1) | (Hochschul- abschluss) |
| Belgien          | 35                            | 10                   | 24                        | 17                          | 13                     |
| Dänemark         | 18                            | 45                   | 05                        | 08                          | 20                     |
| Deutschland      | 16                            | 56                   | 02                        | 10                          | 15                     |
| Frankreich       | 35                            | 31                   | 10                        | 10                          | 14                     |
| Finnland         | 23                            | 0                    | 43                        | 17                          | 17                     |
| Irland           | 37                            | 10                   | 24                        | 11                          | 17                     |
| Italien          | 52                            | 09                   | 28                        | –                           | 11                     |
| Luxemburg        | 37                            | 24                   | 15                        | 09                          | 13                     |
| Niederlande      | 29                            | 20                   | 22                        | 02                          | 26                     |
| Norwegen         | 11                            | 44                   | 12                        | 02                          | 30                     |
| Österreich       | 20                            | 56                   | 06                        | 09                          | 09                     |
| Polen            | 50                            | 04                   | 31                        | –                           | 16                     |
| Portugal         | 75                            | 01                   | 12                        | –                           | 13                     |
| Schweiz          | 17                            | 48                   | 06                        | 10                          | 18                     |
| Slowakei         | 16                            | 36                   | 36                        | 01                          | 12                     |
| Spanien          | 55                            | 06                   | 12                        | 07                          | 19                     |
| Schweden         | 17                            | 0                    | 48                        | 15                          | 19                     |
| Tschechien       | 11                            | 43                   | 33                        | –                           | 12                     |
| Vereinigtes Kgr. | 35                            | 21                   | 15                        | 09                          | 20                     |

Quelle: OECD, Stand 2004.
(1) tertiäre, nicht hochschulische Bildung
Nicht erfasst sind in solchen ISCED-Beurteilungen über die Berufsqualifikation Personen, die sich innerberuflich weiterbilden (On-the-job-Bildung), sie stellen nur die Rolle des Schulsystems in der Bildungsqualifikation dar.